# Рандал Вільярс
Рандал Вільярс (30 квітня 2002) — мексиканський стрибун у воду. Учасник Чемпіонату світу з водних видів спорту 2017, де в змішаних синхронних стрибках з 10-метрової вишки посів 9-те місце.